# کنستانس تیتوس
کنستانس تیتوس (انگلیسی: Constance Titus; ۱۴ اوت ۱۸۷۳ – ۲۴ اوت ۱۹۶۷) قایقران روئینگ اهل ایالات متحده آمریکا بود.